# Сінкай Макото
Шінкай Макото (яп. 新海誠, しんかいまこと, нар. 9 лютого 1973, Коумі, префектура Наґано, Японія) — японський режисер, аніматор та сейю, відомий своїми детальними промальовками. Особливістю його робіт є дуже деталізовані статичні фони, змальовані з фотографій, а також гра світла й тіні. Перші свої роботи він робив повністю сам — починаючи з написання сценарію й закінчуючи анімацією та озвучуванням. Співпрацює з композитором Ацусі Сіракавою, також відомим як Tenmon.

## Життєпис
Народився 9 лютого 1973 року в префектурі Наґано. Іще у школі він хотів створювати манґу та аніме.
Освіту здобув у Токійському університеті, де вивчав японську літературу.
Його улюблене аніме «Небесний замок Лапута» режисера Міядзакі Хаяо.
У 1999 році Шінкай в домашніх умовах створив п'ятихвилинний короткометражний чорно-білий фільм «Вона та її кіт». Цей фільм зацікавив компанію CoMix Wave Inc., і вона випустила його в наклад, опісля чого він отримав кілька нагород, включаючи головну нагороду фестивалю «2000 DOGA CG Animation».
Після отримання головної нагороди, Шінкай став думати над подальшими роботами. Він створював опенінги до візуальних новел студії Minori, де працював разом з композитором Тенмоном. У червні 2000 року, Макото почав працювати над створенням аніме «Голос зорі» з малюнку, на якому була зображена дівчинка в капсулі, що стискає в руках стільниковий телефон. Дана робота створювалась вже на студії CoMix Wave, хоча практично всю роботу Шінкай виконував власноруч — в режисерському варіанті цього аніме він з нареченою Мікою Шінохарою озвучив головних героїв. Над подальшими своїми роботами Макото працював вже не сам, хоча і виконував більшість роботи. Роботу над повнометражним фільмом «За хмарами, обіцяне місце», між іншими, спонсорувала компанія Apple і використала це у своїй рекламі.

## Роботи
Повнометражні аніме:
- «За хмарами, обіцяне місце» (яп. 雲のむこう、約束の場所, латиніз.: «Kumo no Mukō, Yakusoku no Basho») — 2004
- «5 сантиметрів за секунду» (яп. 秒速５センチメートル, латиніз.: «Byosoku 5 Centimeter») — 2007
- «Діти, що женуться за зорями» (яп. 星を追う子ども, латиніз.: «Hoshi o Ou Kodomo») — 2011
- «Сад слів» (яп. 言の葉の庭, латиніз.: «Kotonoha no Niwa») — 2013
- «Твоє ім'я» (яп. 君の名は。, латиніз.: «Kimi no Na wa / Your name») — 2016
- «Дитя погоди» (яп. 天気の子, латиніз.: «Tenki no Ko / Weathering with You») — 2019
- «Suzume no Tojimari» (яп. すずめの戸締まり, латиніз.: «Suzume no Tojimari») - 2022

OVA-фільми та короткі замальовки:
- «Інші Світи» (Toi Sekai) — 1997
- «Замкнутий світ» (яп. 囲まれた世界, латиніз.: Kakomareta Sekai) — 1998
- «Вона та її кіт» (яп. 彼女と彼女の猫, латиніз.: «Kanojo to Kanojo no Neko») — 1999
- «Голос зорі» (яп. ほしのこえ, латиніз.: «Hoshi no Koe») — 2002
- «Усмішка» (яп. 笑顔, латиніз.: Egao) — 2003
- «Котячі збори» (яп. 猫の集会, латиніз.: Neko no Shuukai) — 2007

Трейлери до ігор студії Minori:
- «Bittersweet Fools» — 2001
- «Wind -a breath of heart-» — 2002
- «Wind -a breath of heart- Omake-» — 2002
- «Haru no Ashioto» — 2004
- «ef — a fairy tale of the two» — 2006
- «ef — the latter tale» — 2008
- «Eden* They Were Only Two, On The Planet» — 2009

## Нагороди
| Рік  | Нагорода                                  | Номінація                                                               | Робота      | Результат | Прим.  |
| ---- | ----------------------------------------- | ----------------------------------------------------------------------- | ----------- | --------- | ------ |
| 2003 | 8th AMD Award                             | Кращий режисер                                                          | Голос зорі  | Перемога  | [ 6 ]  |
| 2016 | 29-й Токійський міжнародний кінофестиваль | Arigatō Award                                                           | Твоє ім'я   | Перемога  | [ 7 ]  |
| 2016 | 41st Hochi Film Award                     | Кращий режисер                                                          | Твоє ім'я   | Номінація | [ 8 ]  |
| 2016 | 29th Nikkan Sports Film Award             | Кращий режисер                                                          | Твоє ім'я   | Перемога  |        |
| 2017 | 44th Annie Awards                         | Видатні досягнення за режисуру повнометражного анімаційного виробництва | Твоє ім'я   | Номінація | [ 9 ]  |
| 2017 | 59-та Премія Блакитна стрічка             | Кращий режисер                                                          | Твоє ім'я   | Номінація | [ 10 ] |
| 2017 | 11-та Азійська кінопремія                 | Кращий сценарій                                                         | Твоє ім'я   | Номінація | [ 11 ] |
| 2017 | 40-ва Премія Японської академії           | Режисер року                                                            | Твоє ім'я   | Номінація | [ 12 ] |
| 2017 | Tokyo Anime Award Festival 2017           | Кращий режисер                                                          | Твоє ім'я   | Перемога  | [ 13 ] |
| 2017 | 26th Japan Movie Critics Awards           | Кращий режисер анімації                                                 | Твоє ім'я   | Перемога  | [ 14 ] |
| 2020 | 47th Annie Awards                         | Видатні досягнення за режисуру повнометражного анімаційного виробництва | Дитя погоди | Номінація | [ 15 ] |
| 2020 | 47th Annie Awards                         | Видатні досягнення за режисуру повнометражного анімаційного виробництва | Дитя погоди | Номінація | [ 15 ] |
| 2020 | Tokyo Anime Award Festival 2020           | Кращий режисер                                                          | Дитя погоди | Перемога  | [ 16 ] |